# Pterolophia lama
Pterolophia lama är en skalbaggsart som beskrevs av Stefan von Breuning 1943. Pterolophia lama ingår i släktet Pterolophia och familjen långhorningar.
Artens utbredningsområde är Tibet. Inga underarter finns listade i Catalogue of Life.